# روجر براون (عالم نفس)
روجر براون (14 أبريل 1925 - 11 ديسمبر 1997) ، وهو عالم نفسي اجتماعي أمريكي، ولد في ديترويت.
تعتبر نظريته إحدى نظريات التطور اللغوي للطفل، وتقسم إلى خمس مراحل يتم من خلالها قياس متوسط لغة الطفل :
المرحلة الأولى : في بداية هذه المرحلة يكون مخزون جمل الطفل قليلة بحيث  أنها تكون كلمتين.
المرحلة الثانية : يتطور مخزون الطفل اللغوي لتصل جملة الطفل ما بين أربع أو خمسة كلمات وحسب نظرية براون بأن الطفل  يصبح قادر على استخدام حروف الجر، والفعل الماضي والمضارع والأمر وضمير المتكلم والغائب.
المرحلة الثالثة : اشار براون إلى أن الطفل في هذه المرحلة غير قادرعلى تصريف بعض الكلمات.
المرحلة الرابعة : بحسب نظرية براون أن جملة الطفل يكون قادرعلى التصريف، ولكنه يواجه مشكلة في ترتيب الكلمات في لغة إنجليزية.
المرحلة الخامسة : يصل الطفل في هذه المرحلة إلى ما يسمى الأتقان بحيث أنه يصبح من السهل عليه التواصل مع الاخرين.
تم الاعترض على نتائج دراسات براون من حيث أنه قد يكون فيها نوع من المبالغة، فليس كل طفل في هذه المرحلة قادرعلى إنتاج أشكال لغوية بنفس الكيفية وما زال هذا الموضوع قابل للدراسة.